# Посёлок 2-го участка института имени Докучаева
Посёлок 2-го уча́стка институ́та им. Докуча́ева — населённый пункт в Таловском районе Воронежской области. Административный центр Каменно-Степного сельского поселения.

## Население
| 2010 |
| ---- |
| 264  |

## Уличная сеть
| - ул. Алычевая, - ул. Докучаева, - ул. Жукова, - ул. Малодворянская, - ул. Мира, - ул. Обсерваторская, - ул. Победы, | - ул. Рабкоповская, - ул. Рабочая, - ул. Садовая, - ул. Степная, - ул. Тамбовская, - пер. Лесной. |